# Ugolino I Sessi

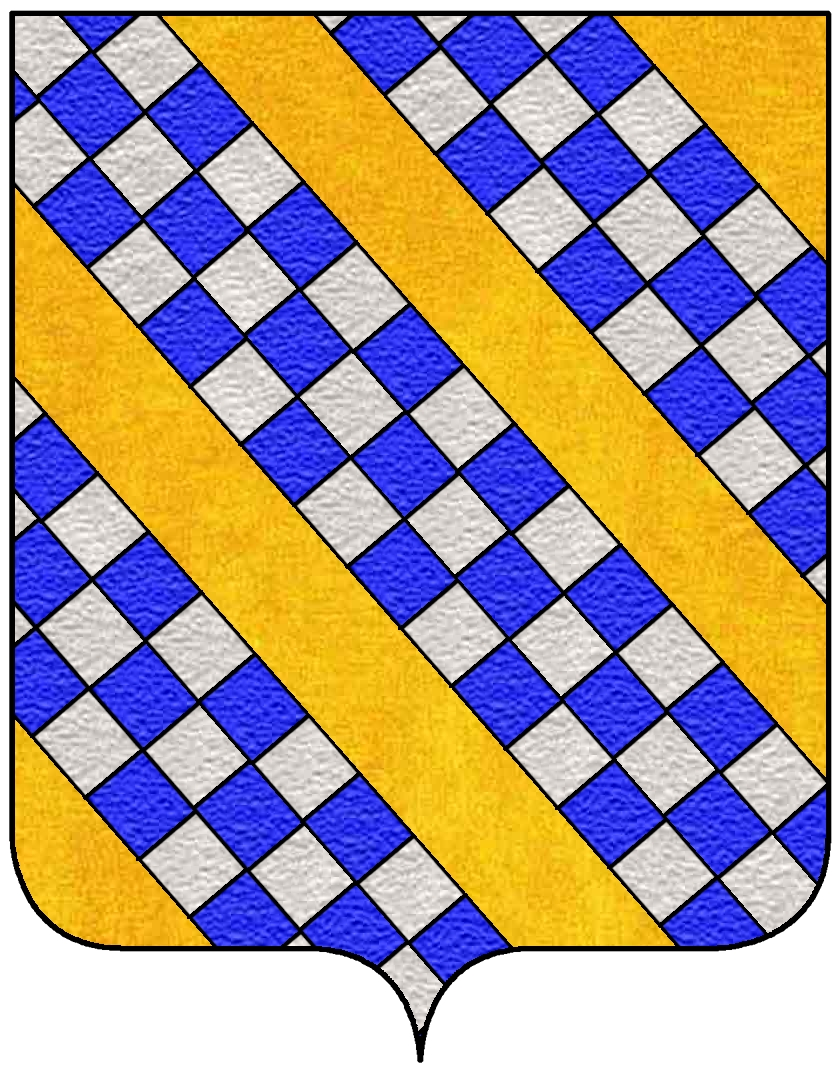
Stemma di famiglia

Ugolino I Sessi (... – 1340) è stato un politico italiano.

## Biografia
Fu una delle figure più importanti della famiglia Da Sesso di Reggio Emilia.
A capo dei ghibellini di Reggio, venne espulso ed esiliato da Azzo VIII d'Este e nel 1303 espugnò Modena. Dal 1309 al 1309 e dal 1316 al 1329 fu podestà di Verona. Nominato vicario imperiale, nel 1313 fu governatore di Brescia. Al servizio degli Estensi, fu creato cavaliere da Cangrande della Scala e governatore di Vicenza e di Belluno nel 1333-1334.
Morì nel 1340 e venne sepolto nella chiesa di San Domenico  di Reggio Emilia.

## Discendenza
Ugolino sposò una certa Gemma, dei conti di Panico. Non è nota la discendenza.